# Lecidella carpathica
Lecidella carpathica är en lavart som beskrevs av Körb. Lecidella carpathica ingår i släktet Lecidella och familjen Lecanoraceae.  Arten är reproducerande i Sverige. Inga underarter finns listade i Catalogue of Life.

## Källor

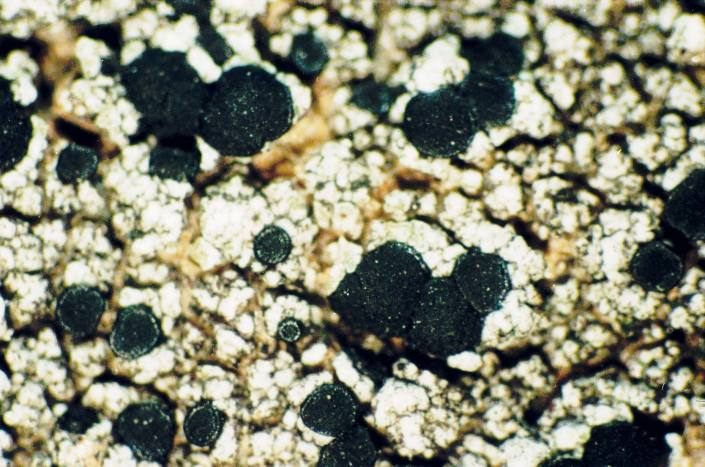
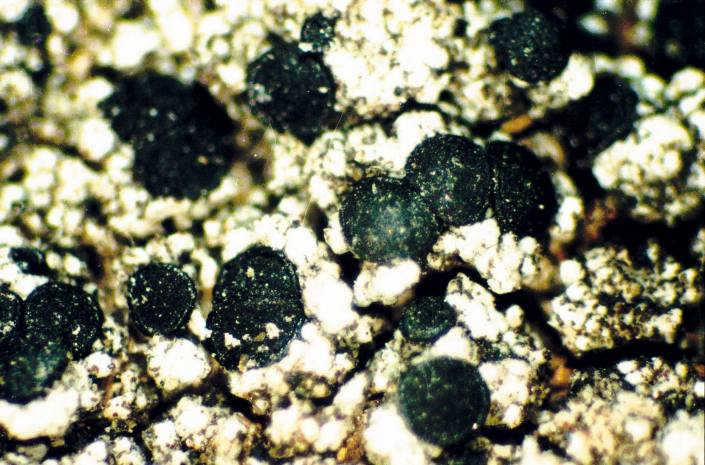
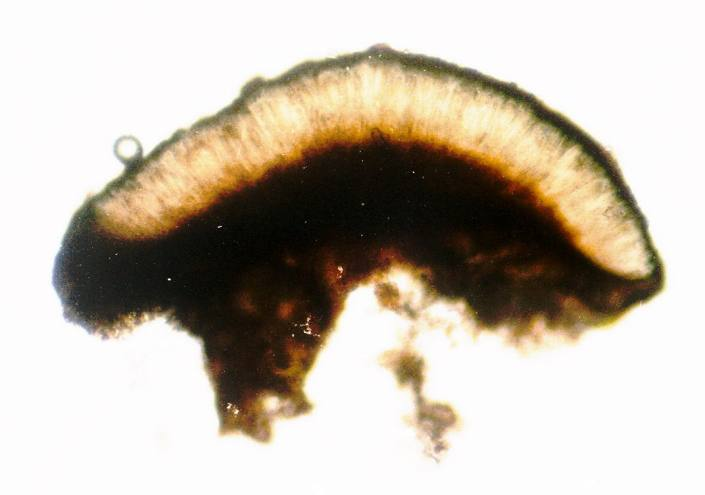
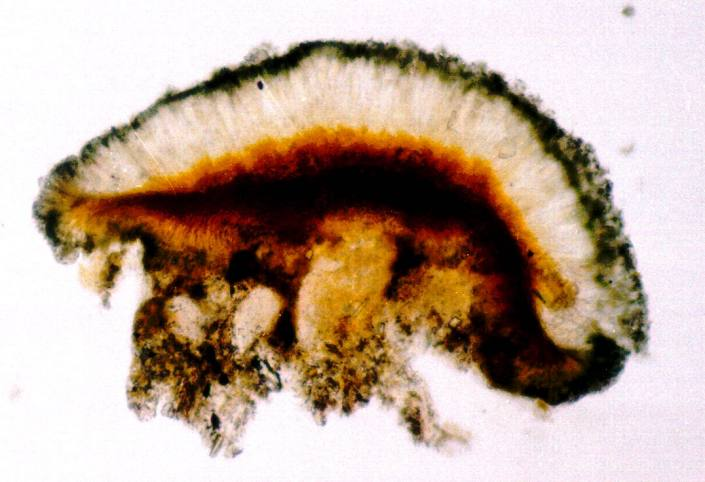
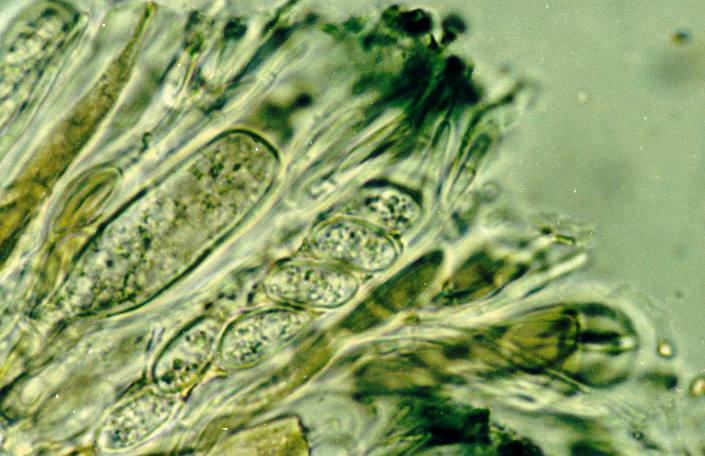
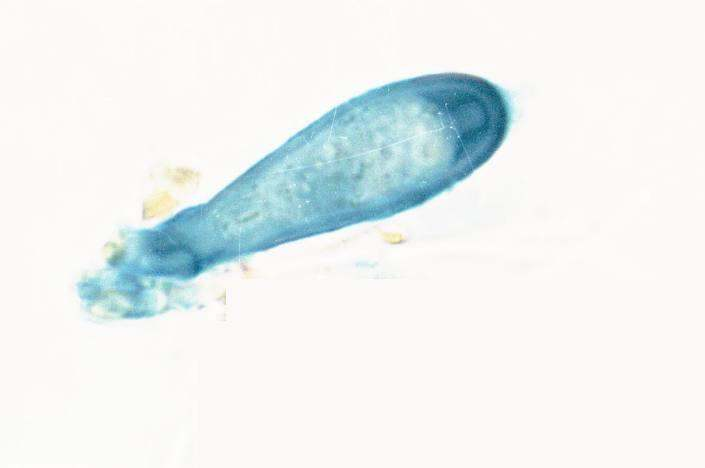
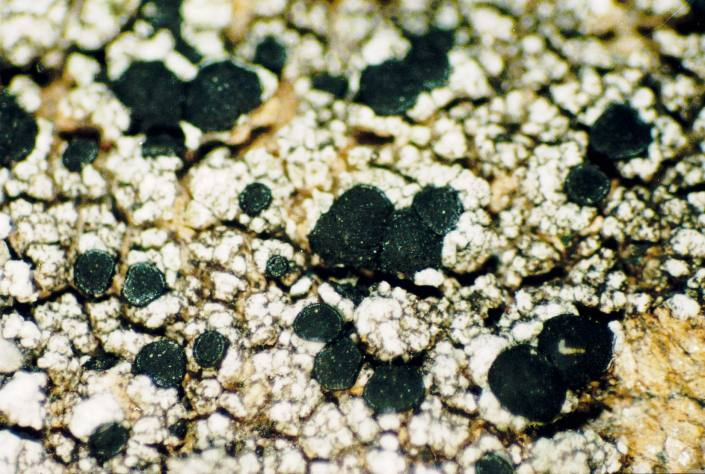